# Statistiche e record del Liverpool Football Club

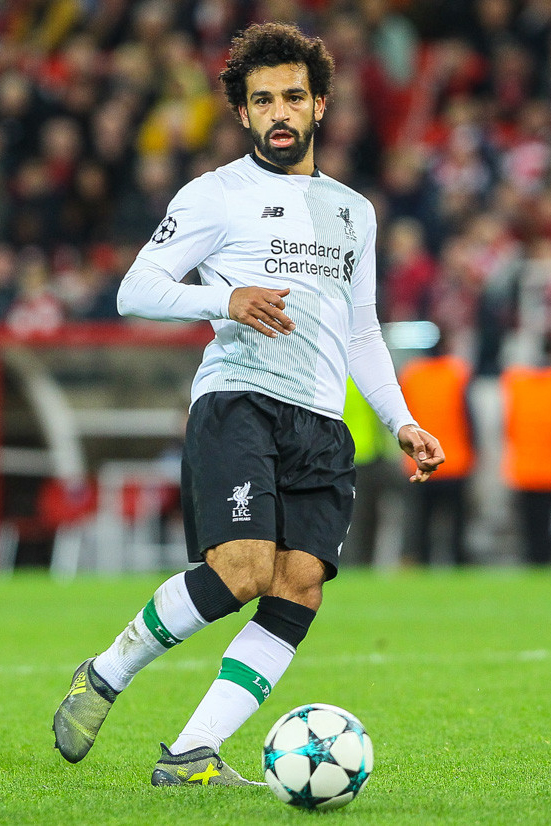
Mohamed Salah, il giocatore del con il maggior numero di goal europei.

In questa lista sono presenti i maggiori successi vinti dal Liverpool, i suoi allenatori e i suoi giocatori. È considerato un record anche i premi internazionali dei giocatori dei The Reds, e il più alto acquisto e cessione della storia del club. Nella lista sono inclusi anche i record riguardante lo stadio Anfield.
Il club ha vinto ad oggi 20 titoli inglesi, ed è la squadra più titolata nella competizione (record condiviso con il Manchester United). Detiene inoltre il record per il maggior numero di UEFA Champions League vinte da una squadra inglese, ben 6. Il giocatore con più presenze è Ian Callaghan, che ha disputato 857 gare tra il 1958 e il 1978. Ian Rush è invece il giocatore con più goal realizzati, 346 goal.

## Premi
Il Liverpool ha ottenuto nella sua storia moltissimi successi, sia nelle leghe nazionali che nelle competizioni europee: Hanno vinto la Premier Division 20 volte, la English Football League Cup 9 volte e la FA Cup 8 volte. In ambito europeo, la Champions League 6 volte, l'Europa League 3, e la Supercoppa Europea 4 volte. Nella prima stagione del club, il 1892-93, hanno vinto la Lancashire League e la Liverpool District Cup; il successo più recente è invece datato 2025, con la vittoria del ventesimo titolo inglese da parte de I Reds.

### Coppe nazionali

#### Campionati
- Football League First Division / Premier League (level 1)

Vittorie (20): 1900–01, 1905–06, 1921–22, 1922–23, 1946–47, 1963–64, 1965–66, 1972–73, 1975–76, 1976–77, 1978–79, 1979–80, 1981–82, 1982–83, 1983–84, 1985–86, 1987–88, 1989–90, 2019-20, 2024-25
Secondo posto (15):1898–89, 1909–10, 1968–69, 1973–74, 1974–75, 1977–78, 1984–85, 1986–87, 1988–89, 1990–91, 2001–02, 2008–09, 2013-14, 2018-19,2021-22
- Second Division (level 2)

Vittorie (4): 1893–94, 1895–96, 1904–05, 1961–62
- Lancashire League

Vittorie (1): 1892–93

#### Coppe nazionali
- FA Cup

Vittorie (8): 1965, 1974, 1986, 1989, 1992, 2001, 2006, 2022
Secondo posto (7): 1914, 1950, 1971, 1977, 1988, 1996, 2012
- League Cup

Vittorie (10): 1981, 1982, 1983, 1984, 1995, 2001, 2003, 2012, 2022, 2024
Secondo posto (5): 1978, 1987, 2005, 2016, 2025
- FA Community Shield

Vittorie (16): 1964*, 1965*, 1966, 1974, 1976, 1977*, 1979, 1980, 1982, 1986*, 1988, 1989, 1990*, 2001, 2006, 2022(*, vittorie condivise)
Secondo posto (7): 1922, 1971, 1983, 1984, 1992, 2002, 2019, 2020

### Internazionale
- UEFA Champions League

Vincitore (6): 1977, 1978, 1981, 1984, 2005, 2019.
Secondo posto (4): 1985, 2007, 2018, 2022
- Coppa UEFA/UEFA Europa League

Vincitore (3): 1973, 1976, 2001
Secondo posto (1): 2016
- Supercoppa UEFA

Vincitore (4): 1977, 2001, 2005, 2019
Secondo posto (2): 1978, 1984
- Coppa delle Coppe UEFA

Secondo posto (1): 1966
- Coppa Intercontinentale/Coppa del mondo per club FIFA

Vittorie (1): 2019
Secondo posto (3): 1981, 1984, 2005

## Record dei giocatori

### Presenze
Ian Callaghan mantiene il record di presenze con la maglia del Liverpool, avendo giocato 857 volte nel corso di 19 stagioni dal 1958 al 1978. Mantiene inoltre il record di presenze in campionato e nella FA Cup, rispettivamente con 640 e 79 presenze. Ian Rush mantiene il record di presenze nella League Cup, giocando 78 partite. Jamie Carragher detiene il record di presenze di apparizioni in Europa, ben 139.
- Maggior numero di presenze totali: Ian Callaghan, 857.
- Maggior numero di presenze in campionato: Ian Callaghan, 640.
- maggior numero di presenze in FA Cup: Ian Callaghan, 79.
- Maggior numero di presenze nella English Football League Cup: Ian Rush, 78.
- Maggior numero di presenze in competizioni europee: Jamie Carragher, 139.
- Giocatore più giovane: Jack Robinson, 16 anni e 250 giorni, contro l'Hull City, 9 maggio 2010.
- Giocatore più vecchio: Ted Doig, 41 anni e 165 giorni, contro il Newcastle Utd, 11 aprile 1908.
- Giocatore più vecchio debuttante: Ted Doig, 37 anni e 307 giorni, contro il Burton United, 1º settembre 1904.
- Maggior numero di presenze consecutive in campionato: Phil Neal, 417 (dal 23 ottobre 1976 al 24 settembre 1983).
- Maggior numero di stagioni presente: Phil Neal, 9 (dalla stagione 1976-77 alla stagione 1983-84)
- Maggior numero di anni in squadra: Elisha Scott, 21 anni e 52 giorni (dal 1913 al 1934).

### Maggior numero di presenze
| #  | Nome             | Anni                | Campionato | FA Cup | League Cup | Altro    | Totale    |
| -- | ---------------- | ------------------- | ---------- | ------ | ---------- | -------- | --------- |
| 1  | Ian Callaghan    | 1960–1978           | 640 (4)    | 79 (2) | 42 (7)     | 96 (1)   | 857 (7)   |
| 2  | Jamie Carragher  | 1996–2013           | 508 (17)   | 39 (1) | 33 (6)     | 145(3)   | 737 (27)  |
| 3  | Steven Gerrard   | 1998–2015           | 504 (33)   | 39 (4) | 27 (4)     | 124 (12) | 710 (173) |
| 4= | Ray Clemence     | 1967–1981           | 470 (0)    | 54 (0) | 55 (0)     | 86 (0)   | 665 (0)   |
| 4= | Emlyn Hughes     | 1967–1979           | 474 (0)    | 62 (0) | 46 (0)     | 83 (0)   | 665 (0)   |
| 6  | Ian Rush         | 1980–1987 1988–1996 | 469 (22)   | 61 (5) | 78 (0)     | 45 (3)   | 660 (30)  |
| 7  | Phil Neal        | 1974–1985           | 455 (2)    | 45 (0) | 66 (0)     | 81 (0)   | 650 (2)   |
| 8  | Tommy Smith      | 1962–1978           | 467 (0)    | 52 (0) | 30 (0)     | 89 (1)   | 638 (1)   |
| 9  | Bruce Grobbelaar | 1980–1994           | 440 (0)    | 62 (0) | 70 (0)     | 46 (0)   | 628 (0)   |
| 10 | Alan Hansen      | 1977–1991           | 434 (0)    | 58 (1) | 68 (0)     | 53 (1)   | 620 (2)   |

### Reti
Il calciatore con più reti realizzate è Ian Rush, che segnò 346 goal in due momenti diversi nel club: dal 1980 al 1987 e dal 1988 al 1996. Detiene il record per il maggior numero di goal segnati in una sola stagione, ben 47 nella stagione 1983–84. Rush inoltre mantiene in record per il maggior numero di goal realizzati nella FA e nella League Cups, con rispettivamente 48 e 39 reti. Tuttavia, Rush non riuscì a battere il record per il maggior numero di gol in campionato, detenuto da Roger Hunt, con 245 reti dal 1970. Mohamed Salah detiene il record per il maggior numero di goal realizzati nelle manifestazioni europee con 42 reti.  

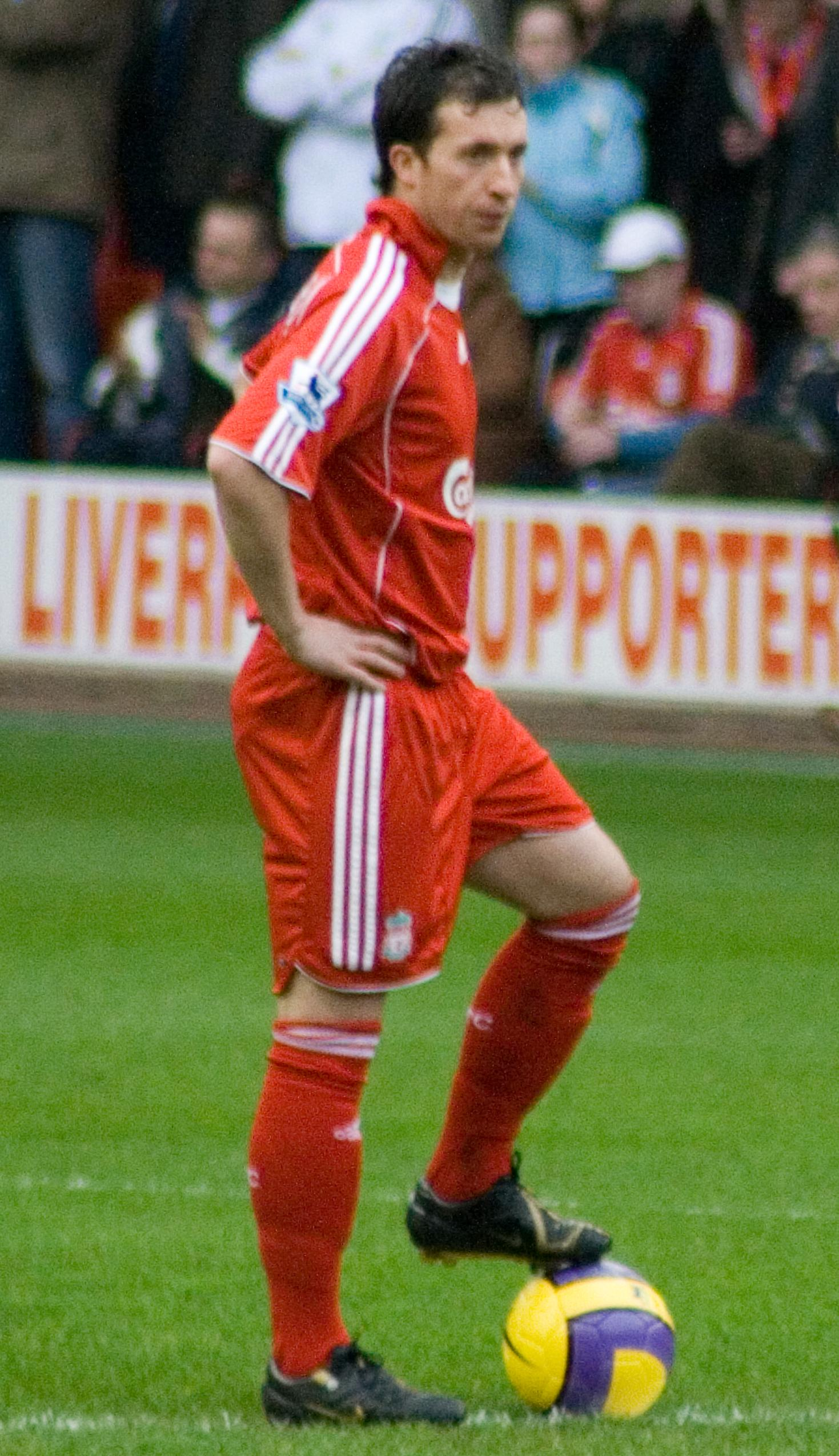
Robbie Fowler, che ha realizzato la tripletta più veloce della storia del Liverpool

- Maggior numero di gol in totale: Ian Rush, 346.
- Maggior numero di gol in campionato: Roger Hunt, 245.
- Maggior numero di gol in FA Cup: Ian Rush, 39.
- Maggior numero di gol in Football League Cup: Ian Rush, 48.
- Maggior numero di gol in una competizione europea: Mohamed Salah, 42.
- Maggior numero di gol in una stagione: Ian Rush, 47 (First Division 1983-1984).
- Maggior numero di gol consecutivi nello stadio Anfield:

Roger Hunt, 8 (First Division 1961-62
Fernando Torres, 8 (Premier League 2007-2008).
- Maggior numero di gol segnati da sostituto: David Fairclough, 18.
- Maggior numero di calci di rigore realizzati: Jan Mølby, 42.
- Goleador più giovane: Michael Owen, 17 anni e 144 giorni (contro Wimbledon FC, 6 maggio 1997).
- Goleador più anziano: Billy Liddell, 38 anni e 55 giorni (contro Stoke City, 5 marzo 1960).

### Maggior numero di goal
| #  | Nome           | Anni                | Campionato | FA Cup  | League Cup | Altro    | Totale    |
| -- | -------------- | ------------------- | ---------- | ------- | ---------- | -------- | --------- |
| 1  | Ian Rush       | 1980–1987 1988–1996 | 229 (469)  | 39 (61) | 48 (78)    | 23 (45)  | 346 (660) |
| 2  | Roger Hunt     | 1958–1969           | 244 (404)  | 18 (44) | 5 (10)     | 18 (34)  | 285 (492) |
| 3  | Mohamed Salah  | 2017–               | 183 (287)  | 6 (12)  | 4 (10)     | 51 (88)  | 244 (397) |
| 4  | Gordon Hodgson | 1925–1936           | 233 (358)  | 8 (19)  | 0 (0)      | 0 (0)    | 241 (377) |
| 5  | Billy Liddell  | 1938–1961           | 215 (492)  | 13 (42) | 0 (0)      | 0 (0)    | 228 (534) |
| 6  | Steven Gerrard | 1998–2015           | 120 (405)  | 12 (35) | 7 (24)     | 40 (122) | 186 (667) |
| 7  | Robbie Fowler  | 1993–2001 2006–2007 | 128 (266)  | 12 (24) | 29 (35)    | 14 (44)  | 183 (369) |
| 8  | Kenny Dalglish | 1977–1990           | 118 (355)  | 13 (37) | 27 (59)    | 12 (58)  | 172 (515) |
| 9  | Michael Owen   | 1996–2004           | 118 (216)  | 8 (15)  | 9 (14)     | 23 (52)  | 194 (297) |
| 10 | Harry Chambers | 1915–1928           | 135 (315)  | 16 (28) | 0 (0)      | 0 (1)    | 151 (339) |

### Nazionale
- Prima presenza in Europa: Frank Becton, per l'Inghilterra il 29 marzo 1897.
- Maggior numero di presenze di un giocatore del Liverpool: Steven Gerrard, 90 con l'Inghilterra
- Maggior numero di goal di un giocatore del Liverpool:
  - Mohamed Salah, 51 con l'Egitto
  - Michael Owen, 26 con l'Inghilterra
  - Ian Rush, 26 con Galles.

#### Coppa del Mondo
- Primo calciatore del Liverpool ad apparire nel campionato mondiale: Laurie Hughes per l'Inghilterra (Campionato mondiale di calcio 1950).
- Maggior numero di presenze in un campionato mondiale:
  - Michael Owen, 9 per l'Inghilterra nel 1998 e nel 2002.
  - Steven Gerrard, 9 per l'Inghilterra nel 2006 e nel 2010.
- Maggior numero di goal nel campionato mondiale: Michael Owen, 4 per l'Inghilterra nel 1998 e nel 2002.
- Primo giocatore a vincere una coppa del mondo: Roger Hunt, Ian Callaghan e Gerry Byrne, nel 1966 con l'Inghilterra.
- Primo calciatore non inglese ad apparire in un campionato mondiale: Dietmar Hamann, Germania, nel 2002.
- Primo calciatore non inglese a vincere un campionato mondiale: Fernando Torres e José Manuel Reina, Spagna nel 2010.

### Trasferimenti

#### Record per l'acquisto più alto
| # | Costo   | Acquistato da | Giocatore          | Data       | Ref |
| - | ------- | ------------- | ------------------ | ---------- | --- |
| 1 | £75 m   | Southampton   | Virgil van Dijk    | 01/01/2018 |     |
| 2 | £66,8 m | Roma          | Alisson Becker     | 19/07/2018 |     |
| 3 | £64 m   | Benfica       | Darwin Núñez       | 14/06/2022 |     |
| 4 | £60 m   | RB Lipsia     | Dominik Szoboszlai | 02/07/2023 |     |
| 5 | £45 m   | RB Lipsia     | Nabi Keita         | 01/07/2018 |     |

#### Record per la cessione più alta
| # | Costo  | Ceduto a        | Giocatore         | Data       | Ref |
| - | ------ | --------------- | ----------------- | ---------- | --- |
| 1 | £142 m | Barcellona      | Philippe Coutinho | 08/01/2018 |     |
| 2 | £75 m  | Barcellona      | Luis Suárez       | 16/07/2014 |     |
| 3 | £50 m  | Chelsea         | Fernando Torres   | 31/01/2011 |     |
| 4 | £44 m  | Manchester City | Raheem Sterling   | 14/07/2015 |     |
| 5 | £40 m  | Al-Ittihad      | Fabinho           | 31/07/2023 |     |

## Allenatori

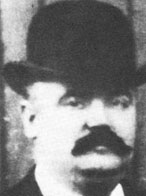
Tom Watson, storico allenatore del

- Primi allenatori: W. E. Barclay e John McKenna, dal 15 febbraio 1892 al 16 agosto 1896.
- Allenatore rimasto più a lungo: Tom Watson, dal 17 agosto 1896 al 6 maggio 1915 (18 anni 8 mesi 19 giorni).
- Maggior numero di partite dirette da un allenatore: Bill Shankly allenò il club per 783 partite per un periodo di 14 anni e sette mesi, dal dicembre 1959 al luglio 1974.

## Record del club

### Partite

#### Primati
- Esordio ufficiale: Liverpool 7–1 Rotherham Town, amichevole, 1º settembre 1892.
- Prima partita della Lancashire League: Liverpool 8–0 Higher Walton, 3 settembre 1892.
- Prima partita della Football League: Liverpool 2–0 Middlesbrough Ironopolis, 2 settembre 1893.
- Prima partita della FA Cup: Liverpool 3–0 Grimsby Town, primo turno, 27 gennaio 1894.
- Prima partita della English Football League Cup: Liverpool 1–1 Luton Town, secondo turno, 19 ottobre 1960.
- Prima partita in campionato europeo: Liverpool 6–0 KR Reykjavik, Champions League, primo turno, 17 agosto 1964.

#### Vittorie
- Maggiore vittoria: 11–0 contro il Strømsgodset nella Coppa delle Coppe UEFA, 17 settembre 1974.
- Maggiore vittoria in campionato: 10–1 contro il Rotherham Town nella Football League, 18 febbraio 1896.
- Maggiore vittoria in una competizione europea: 8–0 contro il Beşiktaş, 6 novembre 2007.
- Maggior numero di vittorie in campionato in una sola stagione: 30 vittorie in 42 partite (durante la stagione 1978-79)
- Minor numero di vittorie in campionato in una sola stagione: 7 vittorie in 30 partite (durante la stagione 1894–95).

#### Sconfitte
- Peggiore sconfitta: 1–9 contro il Birmingham City nella Football League, 11 dicembre 1954.
- Peggior sconfitta in casa: 2–6 contro il Sunderland nella First Division 1929-1930, 19 aprile 1930.
- Peggior sconfitta in Champions League in trasferta: 4-1 contro il  SSC Napoli, 7 settembre 2022
- Maggior numero di goal in una sconfitta: 2–9 contro il Newcastle Utd First Division 1933-1934, 1º gennaio 1934.
- Maggior numero di sconfitte in campionato in una sola stagione: 24 sconfitte in 42 partite (durante la stagione1953–54).
- Minor numero di sconfitte in campionato in una sola stagione: imbattuto in 28 partite 1893–94.

### Goal
- Maggior numero di gol segnati in una sola stagione: 106 in 30 partite (1895–96).
- Minor numero di gol segnati in una sola stagione: 42 in 34 e 42 partite (1901–02 e 1970–71).
- Maggior numero di gol concessi in una sola stagione: 97 in 42 partite (1953–54).
- Minor numero di gol concessi in una sola stagione: 16 in 42 partite (1978–79).

### Presenza allo stadio
- Maggior numero di spettatori: 61,905 (contro Wolverhampton Wanderers, FA Cup quinto turno, stagione 1951–52).
- Maggior numero di spettatori in campionato: 58,757 (contro Chelsea, stagione 1949–50).
- Maggior numero di spettatori nella English Football League Cup: 50,880 (contro Nottingham Forest, stagione 1979–80).
- Maggior numero di spettatori in una competizione europea: 55,104 (contro Barcellona, stagione 1975–76).
- Minor numero di spettatori: 1,000 (contro Loughborough, Second Division, stagione 1895-96
- Minor numero di spettatori nella FA Cup: 4,000 (contro Newton, stagione 1892–93).
- Minor numero di spettatori nella English Football League Cup: 9,902 (contro Brentford, stagione 1983–84).